# Юбилейная пегматитовая залежь
Юбилейная пегматитовая залежь — минералогический объект Ловозерского массива, северо-западная часть горы Карнасурт. Является памятником природы федерального значения геологического типа с 1978 года, ООПТ Арктической зоны.

## Географическое положение
Пегматитовая залежь Юбилейная расположена в северо-западном районе Ловозерского массива, гора Карнасурт, Мурманская область, Северо-Западный федеральный округ.

## Описание
Пегматитовая залежь Юбилейная была обнаружена геологами А. И. Мерьковым и А. П. Недорезовой в 1970 году. Она находилась в контакте горизонтов луяврита и фойяита, расположенным с небольшим отклонением на юго-восток. Тело пласта имело форму вытянутой линзы. Размеры: длина 26 метров, мощность 1,5-1,6 м до полного выклинивания.
Данная залежь представляет собой уникальное пластованное образование, в состав которого входят порядка 45 минералов, большая часть которых относится к редким (чкаловит, ломоносовит, рамзаит, норде и пр.), некоторые из них были обнаружены впервые: зорит, борнеманит, вуоннемит, ильмайкоит, пенквилксит, саженит, лапландит, раит, ловдарит. Строение залежи асимметрично-зональное, снизу имеет контакт с луявритом, выше — зона мощностью 0,5 м состоящая из блоков микроклина, эвдиалита, зерна содалита, эгирин и магнезиоарфведсонит. Фойяит на границе с пегматитом сильно координирован, обогащен лоренценитом и эвдиалитом. Луяврит имеет с залежью ровный четкий контак, по которому проходит тонкая полевошпатовая оторочка. При приближении к центральной зоне встречаются крупные порядка 20 см в диаметре радиально-волокнистые скопления зеленого эгирина и пласты ломоносовит коричневого цвета. В центре микроклин сменяется розовым зернистым натролитом. Центральная зона не превышает 30 см по мощности и наиболее минерализована.
В 2016 году в одном из рудников Карнасурт была открыта еще одна залежь Юбилейная — 2, получившая свое название из-за минералогического сходства залежью Юбилейная.

## Примечание
1. 1 2  Залежь Юбилейная | ООПТ России. www.oopt.aari.ru. Дата обращения: 21 февраля 2023. Архивировано 21 февраля 2023 года.
2. 1 2 3  Юбилейная пегматитовая залежь, Мурманская область (Кольский регион), Россия. Описание, минералы, фотографии. Минералы и месторождения. webmineral.ru. Дата обращения: 21 февраля 2023. Архивировано 21 февраля 2023 года.
3. ↑  Уникальные геологические объекты России (геологические памятники природы). Мурманская область. www.geomem.ru. Дата обращения: 21 февраля 2023. Архивировано 21 февраля 2023 года.
4. ↑  Геологические. lovozerye.ukit.me. Дата обращения: 21 февраля 2023. Архивировано 21 февраля 2023 года.
5. ↑  Государственные памятники природы. region.murman.ru. Дата обращения: 2 марта 2023. Архивировано из оригинала 23 июня 2021 года.